# Comté de Sawyer
Le comté de Sawyer est un comté situé dans l'État du Wisconsin aux États-Unis. Son siège est Hayward. Selon le recensement de 2000, sa population était de 16 196 habitants.